# Książęta pszczyńscy
Książęta pszczyńscy – książęta i wolni panowie stanowi, którzy w Sejmie Śląskim zasiadali w kurii książęcej, władający ziemią pszczyńską w granicach księstw: opolsko-raciborskiego (do 1281), raciborsko-rybnickiego (1281–1336), opawsko-raciborskiego (1336–1449), rybnickiego (1449–1480) i cieszyńskiego oraz wolnego państwa stanowego (od 1517).
Do 1336 do księstwa raciborskiego (Piastowie)
- 1336–1375 do księstwa opawsko–raciborskiego (Przemyślidzi)
- 1375–1389 do księstwa opolskiego (Piastowie)
- 1389–1474 do księstwa rybnicko–karniowskiego (Przemyślidzi)

Dynastia Podiebradów
- 1474–1475 Henryk Młodszy (ziębicki)
- 1475–1480 Wiktoryn (ziębicko-opawski)
- 1480–1517 do księstwa cieszyńskiego (Piastowie)

Rodzina Turzonów
- 1517–1525 Aleksy Thurzo (magnat węgierski)
- 1525–1548 Jan Thurzo, obaj byli synami Jana Thurzo

Rodzina Promnitzów
- 1548–1562 Baltazar von Promnitz (biskup wrocławski)
- 1562–1568 Stanisław Promnitz
- 1568–1591 Karol Promnitz
- 1591–1612 Abraham Promnitz
- 1612–1622 Henryk Anzelm Promnitz
- 1622–1623 Zygfryd I Promnitz
- 1623–1650 Zygfryd II Promnitz
- 1623–1628 Jan Ulryk Schafftgotsch (opiekun)
- 1650–1654 Zygfryd Promnitz
- 1654–1679 Adam I Leopold Promnitz (Erdmann I Promnitz)
- 1679–1703 Baltazar Adam Promnitz
- 1703–1745 Adam II Promnitz (Erdmann II Promnitz)
- 1745–1765 Jan Adam Promnitz

Rodzina Anhalt-Köthen
- 1765–1797 Fryderyk Erdmann, ks. Anhaltu-Köthen
- 1797–1818 Friedrich Ferdinand, ks. Anhaltu-Köthen
- 1818–1830 Heinrich, ks. Anhaltu-Pless (od 1825 formalny tytuł ks. pszczyńskiego)
- 1830–1841 Ludwik, ks. Anhaltu-Pless
- 1841–1846 Henryk, ks. Anhaltu-Pless (ponownie)

Rodzina Hochbergów
- 1846–1855 Hans Heinrich X, ks. Pless
- 1855–1907 Hans Heinrich XI, ks. Pless
- 1907–1938 Hans Heinrich XV (Jan Henryk XV), ks. Pless
- 1934–1939 polski zarząd komisaryczny

Tytuł pretensyjny
- 1938–1984 Jan Henryk XVII, ks. Pless (zm. 1984)
- 1984 Aleksander Hochberg (tytuł księcia pszczyńskiego nosił tylko przez 4 tygodnie)
- 1984–2022 Bolko VI Hochberg von Pless (zm. 2022)[2]
- 2022–nadal Peter Hochberg von Pless (ur. 1956)[3]

Po II wojnie światowej dobra książąt pszczyńskich zostały znacjonalizowane.